# Потлач

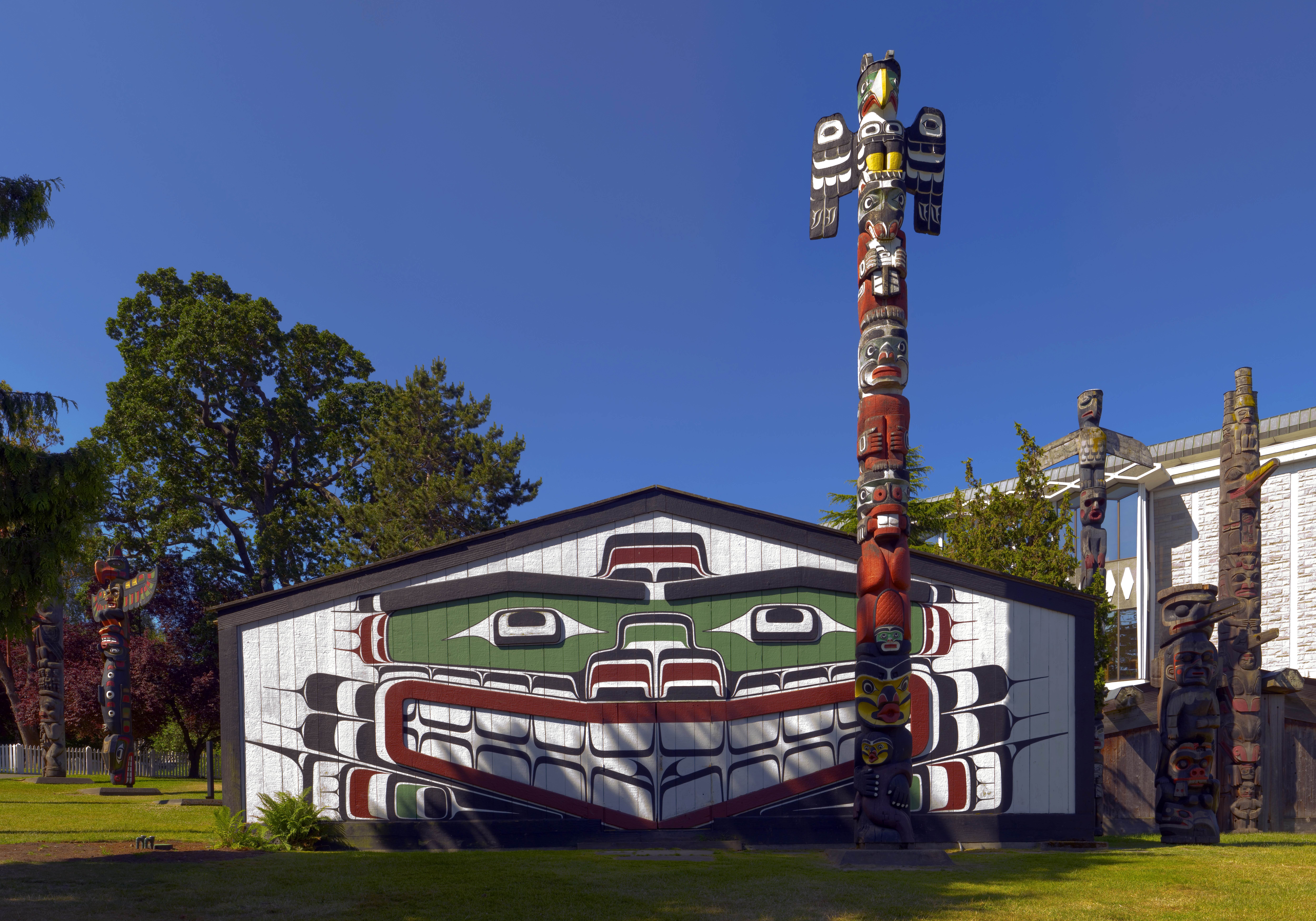
Сучасна церемоніальна будівля для святкування потлачу в Британській Колумбії, Канада.

Потлач (англ. potlatch) — свято демонстративного обміну дарами та інколи знищення матеріальних цінностей у присутності спеціально запрошених гостей. Поширене серед тубільних народів Тихоокеанського та Північно-західного узбережжя Північної Америки. Термін походить з індіанської мови чінук і означає «дар». Потлач займає значне місце в культурі індіанців Тихоокеанського узбережжя США та провінції Британська Колумбія, Канади. У Канаді та США у XIX сторіччі потлач вважався шкідливою і марнотратною традицією і був заборонений у 1884. Заборону на святкування скасували в 1951.

## Святкування
Потлач відзначається серед тубільних народів Тихоокеанського та Північно-західного узбережжя Північної Америки. Як правило, під час зібрання старійшина певної сім’ї приймає у сімейному будинку гостей і пропонує для них бенкет з їжею, танцями і обміном дарами. Головна мета свята — перерозподіл багатств громади і налагодження суспільних стосунків.
Під час свята відбуваються різні події: спів, танці інколи з масками або в церемоніальному одязі, обмін дарами, як наприклад сухим продовольством, цукром, борошном, або іншими матеріальними речам, і інколи грішми. У різних культурах існують детально розроблені й театралізовані вистави та танці, які відбивають історію та походження господарів свята, їхню культурну спадщину. Зазвичай потлач відмічається переважно під час зими, оскільки історично теплі пори року були часом збору запасів та багатства для сім’ї, клану, або села, а зимова пора року відводилася для розподілу багатств між сусідами та друзями.
Потлач відігравав значне місце у затвердженні ієрархічних стосунків між членами кланів, племен та мешканців певної місцевості. Статус родини залежав не від кількості матеріальних цінностей, а від здатності перерозподілити чи роздарувати більш за всіх дарів. Господар свята через роздачу дарів, та часом їх знищення підкреслював своє багатство та поважний статус серед гостей. Історично потлач відзначався як святкування таких важливих подій, як народження, повноліття, весілля, похорони та поминання померлих. Хоча святкування дещо різниться серед різних народів, святкування як правило включає в себе музику, танці, театральні вистави, які мали важливе церемоніальне значення.